# El Mas d’en Bosc
El Mas d'en Bosc – miejscowość w Hiszpanii, w Katalonii, w prowincji Tarragona, w comarce Alt Camp, w gminie Vila-rodona.
Według danych INE z 2005 roku miejscowość zamieszkiwała 1 osoba.